# Apátvarasd, Baranya
Apátvarasd este un sat în districtul Pécsvárad, județul Baranya, Ungaria, având o populație de 134 de locuitori (2011). 

## Demografie
Componența etnică a satului Apátvarasd
     Maghiari (95,24%)
     Germani (4,76%)
Componența confesională a satului Apátvarasd
     Romano-catolici (35,07%)
     Fără religie (16,42%)
     Necunoscută (48,51%)
Conform recensământului din 2011, satul Apátvarasd avea 134 de locuitori. Din punct de vedere etnic, majoritatea locuitorilor (95,24%) erau maghiari, cu o minoritate de germani (4,76%). Nu există o religie majoritară, locuitorii fiind romano-catolici (35,07%) și persoane fără religie (16,42%). Pentru 48,51% din locuitori nu este cunoscută apartenența confesională.